# 韦思岸
韦思岸（德語：Andreas Weigend，1961年—）是亞馬遜公司前首席科学家和金融和商业解决方法上超过100篇机器学习上技巧应用等科学文献的作者。

## 生平
出生在德国，1982年从卡尔斯鲁厄理工学院毕业，先后在剑桥大学三一学院和波恩大学研究，1991年斯坦福大学物理学博士毕业。他目前在斯坦福大学, 加州大學柏克萊分校, 和中国长江商学院教授电子商务大数据和预期分析应用的课程。他还是华盛顿大学加盟统计学教授，新加坡国立大学和上海交通大学访问教授。
他也是诸多创业公司的顾问，诸如eCommera, Rocketfuel, 和Peerius, The Founders Fund部分合伙人, 以及Best Buy, Goldman Sachs, Lufthansa, SAP, SingTel, Thomson Reuters, 世界經濟論壇的顾问。
他曾是亚马逊首席科学家，现在担任阿里巴巴集团的顾问。
韦思岸目前在中国上海和美国旧金山居住。